# Songköl (góry)
Songköl (kirg.: Соңкөл тоосу, Songköl toosu; ros.: Сонкёльтау, Sonkioltau) – pasmo górskie w Tienszanie, w Kirgistanie, otaczające od północy jezioro Songköl i rozciągające się na długości ok. 60 km. Wznosi się do 3600 m n.p.m. Pasmo zbudowane głównie z wapieni. Na zboczach północnych i w najwyższych partiach występują łąki alpejskie. Na stokach południowych znajdują się łąki subalpejskie i stepy.